# Głos Adwentu
Głos Adwentu (dawniej: Sługa zboru) – polski miesięcznik wewnątrzkościelny Kościoła Adwentystów Dnia Siódmego wydawany od 1913 r. Redaktorem naczelnym jest pastor Andrzej Siciński. W 2014 roku pismo miało nakład 1600 egzemplarzy.

## Opis
Czasopismo poświęcone jest sprawom wewnętrznym Kościoła, prezentuje rozwój Kościoła adwentystycznego w skali globalnej, problemy i wyzwania jakie stoją przed adwentystami w różnych krajach świata, publikuje ogłoszenia, wywiady z przywódcami ogólnoświatowego Kościoła Adwentystów oraz ze znanymi adwentystami, publikuje aktualności z życia Kościoła w Polsce, porusza zaawansowane wewnętrzne sprawy teologiczne Kościoła.

## Stałe rubryki
- Felieton redakcyjny – artykuł redaktora naczelnego
- Ludzie listy piszą... – listy od czytelników
- Wiadomości z kraju – aktualności z życia polskich zborów (chrzty, śluby, zjazdy okręgowe, akcje społeczne, wykłady, działalność adwentystycznych instytucji w Polsce, nekrologi polskich adwentystów oraz ogłoszenia matrymonialne).

## Wydanie
Głos Adwentu wydawany jest przez Chrześcijański Instytut Wydawniczy „Znaki Czasu” na kredowym papierze, okładka w pełnym kolorze, wewnątrz czcionka czarna i różowa, liczne fotografie.